# فرودگاه کاپالوا
فرودگاه کاپالوا (به انگلیسی: Kapalua Airport) یک فرودگاه همگانی بهره‌برداری هوایی با کد یاتا JHM است که یک باند فرود آسفالت دارد و طول باند آن ۹۱۴ متر است. این فرودگاه در کشور ایالات متحده آمریکا قرار دارد و در ارتفاع ۷۸ متری از سطح دریا واقع شده است.